# Lomira (Wisconsin)
Lomira – miasto w Stanach Zjednoczonych, w stanie Wisconsin, w hrabstwie Dodge.